# Yamataky
Gli Yamataky è una linea di giocattoli ideati da un designer americano che crea sotto lo pseudonimo di Yawrogi.

## Descrizione
Sono dei pupazzi multifunzionali che grazie alla forma, alle feritoie, ai fori e agli incastri possono essere utilizzati in molti modi. Pur rientrando nella categoria degli art toys, designer toys o canvas toys si differenziano proprio per la loro funzionalità e versatilità. Sono di plastica, alti circa 6,5 centimetri, venduti in bustine sigillate con allegata una carta contenente le istruzioni per l'uso, la mappa dell'Isola di Yamataky con le sue strade, i negozi e le abitazioni, l'elenco di tutti i personaggi ed il codice segreto che permette di vederne la relativa storia animata sul sito web.
Nonostante le funzioni siano circa una quindicina la possibilità di inventarne nuovi usi è una caratteristica stessa del gioco. È però la possibilità di personalizzarli per mezzo di pennarelli, vernici e colori vari l'attrattiva principale che permette nel migliore dei casi di creare delle mini opere d'arte che a loro volta alimentano un fenomeno di scambio tra appassionati che si ritrovano anche nei siti di aste online.
Le storie di ogni singolo personaggio hanno contribuito al successo del prodotto sia tra i ragazzi che tra gli adulti (specie se genitori) in quanto trattano in modo molto diretto storie che affrontano temi difficili quali il rapporto con il denaro, la difesa degli animali, il conseguimento della linea perfetta, il dialogo con i propri genitori, la buona educazione, la violenza e altro.
In alcuni paesi come il Giappone e la Corea le storie sono state trasformate prima in manga e poi in mini serie tv.

## Le funzioni
Con uno Yamataky oltre alla possibilità di personalizzarlo secondo i propri gusti le funzioni sono:
- Porta Compact Disc
- Porta Dvd
- Porta Floppy Disc
- Porta Monete
- Reggi Fogli
- Porta Chiavi

Con due Yamataky le funzioni aggiuntive sono:
- Incastro Posteriore
- Porta Foto
- Fermacarte
- Porta Occhiali
- Porta Penne
- Tappo per Bottiglie

Con quattro Yamataky le funzioni aggiuntive sono:
- Incastro Laterale
- Incastro Superiore

## Personaggi
I personaggi attualmente in vendita sono sei ed ognuno è contraddistinto dal proprio colore e dalla propria storia:
- Paopao colore Rosso, titolo della storia - La Discoteca -
- Ica colore Bianco, titolo della storia - La Dieta -
- Maciupongolo colore Verde, titolo della storia - I Genitori -
- Bisfa colore Giallo, titolo della storia - Il Denaro -
- Monnymoon colore Blu, titolo della storia - Le Bugie -
- Yawrogi colore Nero, titolo della storia - L'Impegno -

I personaggi del Web
Sul sito web si possono trovare altri personaggi, tre dei quali corredati della propria storia visibile liberamente senza codice segreto ma senza animazioni:
- Daviclin colore Grigio, titolo della storia - L'Educazione -
- Trippy colore Rosa, titolo della storia - Gli Animali -
- Floppyfilù colore Marrone, titolo della storia - La Gara -

Gli Uomini in Blu
Gli Uomini in Blu sono i nemici degli Yamataky o perlomeno quelli che vorrebbero rendergli la vita complicata e difficile.
Se gli Yamataky sono per loro natura degli spiriti liberi, pacifici, rilassati,di buon umore, chiassosi, allegri e per loro stessa ammissione anarchici,gli Uomini in Blu abitanti dell'isola vicina,l'Isola Blu rappresentano invece l'esatto opposto essendo perennemente tristi, seri,di poche parole, devoti alla burocrazia,ostili alle novità, maniacalmente ligi alle mille regole decise dai loro governanti e sempre e solo vestiti rigorosamente in giacca e cravatta di colore blu.
È questa continua contrapposizione di stili di vita che caratterizza le avventure che coinvolgono i vari personaggi.

## Ambientazione
l'Isola di Yamataky è il posto dove sorge la città e si concentra la vita di tutti i personaggi Yamataky.
Qui si possono trovare le loro abitazioni,i loro negozi ed alcuni posti particolari tra cui spicca la Fabbrica di Vaniglia,il Negozio di Frittelle, il Gran Canile a 5 Stelle ed un bellissimo lago.
Non piove mai, il clima è sempre sereno e non ci sono catastrofi.
L'unica regola dell'isola è che non ci sono regole e così gli abitanti sono liberi di fare ciò che vogliono, quando vogliono e come più li aggrada. Ma è proprio grazie al carattere degli Yamataky che agiscono sempre nel rispetto degli altri, delle cose, degli animali e della natura che sull'isola si vive in perenne pace ed armonia.